# A bűvös virág
A bűvös virág a Süsü, a sárkány című bábfilmsorozat hetedik epizódja. A forgatókönyvet Csukás István írta.

## Cselekmény
A Kiskirályfi születésnapjára készül az egész város, titokban. Mindenki a titokról beszél, csak Süsü nem tud semmiről, úgyhogy az utolsó pillanatban kell az ajándékról gondoskodnia. Végül is az ő bűvös virágja lesz a legszebb ajándék.

## Alkotók
- Írta: Csukás István
- Dramaturg: Takács Vera
- Rendezte: Szabó Attila
- Zenéjét szerezte: Bergendy István
- Zenei rendező: Victor Máté, Oroszlán Gábor
- Operatőr: Abonyi Antal
- Segédoperatőr: Sárközi András
- Hangmérnök: Tóbel Béla
- Vágó: Di Pol Jolanda
- Vágóasszisztens: Tátrai Eszter
- Báb- és díszlettervező: Lévai Sándor
- Grafikus: Gaál Éva
- Díszletépítő: Pugris Sándor
- Kellék: Szabó Zsuzsa
- Fővilágosító: Tréfás Imre
- Színes technika: Szabó László
- Felvételvezető: Bánhalmi Anna
- Pirotechnika: Varsányi Attila
- Rendezőasszisztens: Frankó Zsuzsa, Hegedűs Anikó
- Fényképezte: Szilágyi Mariann, Zich Zsolt
- Gyártásvezető: Singer Dezső

- A bábok és díszletek az MTV díszletgyártó üzemének műhelyeiben készültek
- Készítette a Magyar Televízió

## Szereplők
- Süsü: Bodrogi Gyula
- Király: Sztankay István
- Kiskirályfi: Meixler Ildikó
- Kancellár: Kaló Flórián
- Írnok: Mikó István
- Sárkányfűárus: Miklósy György
- Hadvezér: Balázs Péter
- I. Zsoldos (vörös szakállú): Horkai János
- II. Zsoldos (fekete szakállú): Zenthe Ferenc
- Csizmadia: Szabó Ottó
- Pék: Usztics Mátyás
- Kocsmáros: Vándor József
- Borbély / Géphang: Szombathy Gyula
- Öreg kertész: Képessy József
- További szereplők: Balogh Klári, Csepeli Péter, Horváth Károly, Kaszás László, Koffler Gizi, Kovács Enikő, Papp Ágnes, Simándi József, Varanyi Lajos
- Közreműködik: Astra Bábegyüttes, Bergendy együttes

## Hangjáték
Ebből az epizódból hangjáték is készült az 1987. április 25-én megjelent Süsü 4.: A mű-Süsü / A bűvös virág című nagylemezben a Hungaroton hanglemezgyártó vállalat jóvoltából, ami pár év alatt aranylemez lett.
Alkotók:
- Írta: Csukás István
- Zenéjét szerezte: Bergendy István
- Rendezte: Szabó Attila
- Hangmérnök: Horváth János
- Zenei rendező: Oroszlán Gábor
- Asszisztens: Csepeli Péter
- Felvételvezető: Dabasi Péter

Szereposztás:
- Süsü: Bodrogi Gyula
- Kiskirályfi: Meixler Ildikó
- Géphang, Borbély: Szombathy Gyula
- Hadvezér I.: Balázs Péter
- Pék: Usztics Mátyás
- Csizmadia: Szabó Ottó
- Kancellár I.: Kaló Flórián
- Király: Sztankay István
- Írnok: Mikó István
- Zsoldos I.: Zenthe Ferenc
- Zsoldos II.: Horkai János
- Zöldséges kofa, Asszony: Hacser Józsa
- Sárkányfűárus: Miklósy György
- Kertész: Képessy József
- Kocsmáros: Vándor József
- Királyné: Hűvösvölgyi Ildikó

Közreműködik a Bergendy Szalonzenekar és a Zajbrigád.